# Sainte-Barbe, Moselle
Sainte-Barbe är en kommun i departementet Moselle i regionen Grand Est (tidigare regionen Lorraine) i nordöstra Frankrike. Kommunen ligger i kantonen Vigy som tillhör arrondissementet Metz-Campagne. År 2022 hade Sainte-Barbe 783 invånare.

## Befolkningsutveckling
Antalet invånare i kommunen Sainte-Barbe
| Referens: INSEE |